# Богдановский, Вольдемар Станиславович
Вольдема́р Станисла́вович Богдано́вский (1 января 1933 года, Кронштадт — 24 августа 1998 года, Киев) — советский и украинский архитектор, член Союза архитекторов Украины с 1964 года.

## Биография
Родился в г. Кронштадте Ленинградской области, РСФСР, в 1957—1961 годах учился на архитектурном факультете Киевского инженерно-строительного института.
В 1957—1961 годах работал архитектором в Научно-исследовательском институте строительных конструкций, с декабря 1961 по июль 1970 года — в проектном институте «Киевметропроект» на должностях старшего архитектора, руководителя группы. В 1966—1970 годах по совместительству работал архитектором в живописно — скульптурном комбинате Укрхудожфонду. С июля 1970 года — главный архитектор архитектурно -строительного отдела института Гипросвязь, с апреля 1971 года — главный архитектор в Республиканском специализированном строительно — реставрационном управлении, с июня 1975 года — в «Художпроекте».
Скончался 24 августа 1998 года, похоронен на Байковом кладбище Киева.

## Творчество
Автор проектов (в составе творческих коллективов):
- жилые дома серии ЭКБ-01 в Киеве (1959—1961);
- транспортная развязка на Приморской улице в Одессе (1963);
- станции Киевского метрополитена: «Гидропарк», «Левобережная», «Дарница» (1965), «Черниговская» (1968), «Берестейская», «Нивки» (1971), «Почтовая площадь» (1976);
- лифтоподъёмники в санаториях «Парус», «Сосновая поляна», «Украина» на Южном побережье Крыма;
- эскалатор у Потёмкинской лестницы (1971, Одесса).

Архитектор — автор памятников:
- Василию Боженко в Киеве (1967, скульптор В. П. Винайкин, архитекторы — В. С. Богдановский и И. Л. Масленков);
- футболистам киевского «Динамо» — участникам «матча смерти» в Киеве (1971, скульптор И. С. Горовой[укр.], архитекторы В. С. Богдановский, И. Л. Масленков);
- Марусе Богуславке, Ивану Сошенко, Григорию Ткаченко-Петренко в Богуславе (1980);
- Семёну Палию на Палиевой горе близ Белой Церкви; в честь казацкого восстания под руководством Косинского (1980);
- Советским воинам — освободителям (пгт Теофиополе Хмельницкой области);
- Мемориальные памятники погибшим во время Великой Отечественной войны (1969, с. Ичня Черниговской области, пгт Ольшана Черкасской области; пгт Ярмолинцы Хмельницкой области).

## Основные работы
- Станции метро
- Станция метро «Гидропарк»
- Станция метро «Левобережная»
- Станция метро «Дарница»
- Станция метро «Черниговская»
- Станция метро «Берестейская»
- Станция метро «Нивки»
- Станция метро «Почтовая площадь»

- Памятники
- Памятник футболистам киевского «Динамо» — участникам «Матча смерти»
- Памятник Василию Боженко